# Mai 1793

## Événements
- 1er mai : bataille de Quiévrain (1793).

- 4 mai, France : loi sur le maximum des grains.

- 5 mai, France : bataille de Thouars.

- 7 mai : bataille de Saint-Colombin.

- 8 mai : Charter Acte, loi britannique renouvelant la charte de Compagnie anglaise des Indes orientales[1]. La loi interdit aux Indiens employés par la compagnie de toucher un salaire supérieur à 800 roupies[2].

- 12 mai, France : deuxième bataille de Port-Saint-Père.

- 13 mai, France : bataille de La Châtaigneraie.

- 15 mai : bataille de Palluau.

- 16 mai, France : première bataille de Fontenay-le-Comte.

- 18 mai, France : commission d'enquête sur la Commune.

- 19 mai : victoire espagnole sur la France à la bataille du Mas Deu[3].

- 20 mai, Afghanistan : mort suspecte du deuxième padishah, Timour Shah Durrani. Son fils Zaman Shâh Durrani lui succède sur le trône. Ces demi-frères aînés lui disputent le pouvoir et la guerre civile divise le pays pendant trente ans[4].

- 23 mai : défaite française à la bataille de Famars[5].

- 23 mai au 24 juin : siège du fort de Bellegarde.

- 25 mai :
  - Assiout : début des explorations de George Browne en Nubie et au Darfour (Soudan actuel) (fin en 1796)[6].
  - France : deuxième bataille de Fontenay-le-Comte
  - Prise de San Pietro et Sant'Antioco.

- 26 mai, France : les Vendéens s'emparent de Fontenay-le-Comte.

- 29 mai, France : début du soulèvement de Lyon contre la Convention nationale.

- 31 mai et 2 juin, France : des insurrections populaires mettent à l’écart les Girondins. Début de la Convention montagnarde (fin le 27 juillet 1794)[7]. Début des Insurrections fédéralistes (des Girondins).

## Naissances
- 1er mai : Ernst Friedrich Glocker (mort en 1858), minéralogiste, géologue et paléontologue allemand.
- 24 mai : Edward Hitchcock (mort en 1864), géologue et paléontologue américain.
- 25 mai : William-Henry Blaauw, antiquaire anglais.

## Décès
- 18 mai : Timour Shâh Durrani, deuxième padishah d'Afghanistan de la dynastie des Durrani, roi du Pendjab, roi de Sind, émir de Khorassan.
- 20 mai : Charles Bonnet, biologiste et philosophe suisse (° 13 mars 1720).
- 23 mai : William Hudson (né en 1734), botaniste anglais.
- 28 mai : Anton Friedrich Busching (né en 1724), géographe allemand.